# Taenaris nigricans
Taenaris nigricans är en fjärilsart som beskrevs av Hagen 1897. Taenaris nigricans ingår i släktet Taenaris och familjen praktfjärilar. Inga underarter finns listade i Catalogue of Life.